# Jiří Hartman
Jiří Hartman (24. října 1917 Žižkov – 27. března 2006 Porchester) byl velitel 310. československé stíhací perutě RAF.

## Život

### Mládí
Ve dvacátých letech se přestěhoval do Plzně, kde jeho otec dostal práci ve Škodových závodech. Studoval na Masarykově reálném gymnáziu a začal navštěvovat místní aeroklub, kde absolvoval pilotní kurs. Absolvoval Vojenskou akademii v Hranicích. Před okupací končil v hodnosti poručíka letectva.

### 2. světová válka
V roce 1939 se mu podařilo dostat do Velké Británie, putoval přes Polsko a Francii. Zde se přihlásil do Britského královského letectva. Nejprve byl přidělen k 310. peruti, zde však nevykonal žádný bojový let. Sloužil poté u 312. perutě RAF, krátce u 607., u 111. perutě a nakonec se vrátil k 310. československé stíhací peruti RAF. Následně velel letce A 310. perutě, od září 1944 se stal velitelem celé 310. perutě. Během války podnikl celkem 168 akcí nad nepřátelskými územími a nalétal 560 operačních hodin.

### Život po roce 1945
Krátce po válce mu bylo uděleno čestné členství Západočeského aeroklubu. V roce 1945 měl hodnost štábního kapitána, létal v československém letectvu. Dne 27. října 1945 byl členem skupiny letců, které prezident Beneš přijal na Hradě. Po únorových událostech roku 1948 uprchl přes Šumavu do Německa a dostal se opět do Velké Británie a vstoupil znovu do RAF. Létal u 247. perutě, 228. perutě a končil jako pilot vrtulníku záchranné služby u 275. perutě. Byl jedním ze zakladatelů vrtulníkového a záchranného létání v RAF. V Británii se dvakrát oženil. V civilu se věnoval obchodní činnosti.

### Život po roce 1989
Po roce 1989 byl plně rehabilitován a povýšen na plukovníka. Příležitostně se vracel do Česka.
V březnu 1992 byl povýšen na generálmajora.
Jiří Hartman byl spolu s dalšími válečnými veterány (František Fajtl, František Peřina, Lubomír Úlehla, Milan Malý) přítomen 28. května 2004 na slavnostním odhalení bust československých prezidentů Masaryka a Beneše na nádvoří Hotelu Růže v Českém Krumlově. Busty zde nechal umístit válečný veterán a filantrop Jan Horal.
Byl také příležitostným účastníkem na každoročních setkáních studentů a pracovníků ČVUT s letci RAF organizovaných po listopadu 1989 Masarykovou akademií práce, strojní společností na ČVUT v Praze a Evropským hnutím v ČR ve velké posluchárně 256 v Praze Dejvicích.
Dožil ve Velké Británii, kde je také pohřben.

## Autor knihy
Napsal autobiografickou knihu Letec (vyd. 1995, Cheb, nakladatelství Svět křídel, ISBN 80-85280-31-0).

## Jiří Hartman ve filmu
Velitelstvím 1. leteckého pluku byl vybrán pro účinkování ve filmu Neporažená armáda (1938), který měl sloužit k upevnění morálky v nadcházejících válečných časech. Měl zde roli budoucího poručíka letectva.

## Ocenění
Je nositelem řady vysokých československých a britských vyznamenání.
V roce 1995 se stal čestným občanem obce Stachy.
Při příležitosti stého výročí vzniku Československé republiky představil fotograf Jadran Šetlík soubor portrétů nazvaný Galerie osobností R.A.F. Jiří Hartman byl jednou z fotografovaných osobností.

### Pamětní deska a pomník
Na budově Masarykova gymnázia v Plzni má pamětní desku, odhalení proběhlo 24. října 2007.
V obci Zichovec má na návsi pomník. Pomník byl odhalen 29. října 2017.

### Vyznamenání
- Medaile Za hrdinství (1996)[16]
- Československý válečný kříž 1939 (šestinásobný nositel, poprvé 18. července 1942 od prezidenta E. Beneše)[4]
- Československá medaile Za chrabrost před nepřítelem (trojnásobný nositel, poprvé 18. července 1942 od prezidenta E. Beneše)[4]
- Československá vojenská medaile za zásluhy, I. stupeň
- Pamětní medaile československé armády v zahraničí
- Záslužný letecký kříž (DFC, 11. června 1945)[4]
- Hvězda 1939–1945
- Evropská hvězda leteckých osádek
- Hvězda za Francii a Německo
- Britská medaile Za obranu
- Válečná medaile 1939–1945